# Electron de valență

Patru legături covalente. Carbonul are patru electroni de valență și deci și valența egală cu patru, fiind tetravalent. Fiecare atom de hidrogen are un electron de valență, fiind univalent.

În chimie, un electron de valență este acel electron dintr-un atom care poate participa la formarea de legături chimice. Într-o legătură covalentă simplă, ambii atomi care participă la legătură contribuie cu un electron de valență pentru a forma un dublet electronic, de exemplu în molecula hidrogenului (molecular) gazos, H2. Prezența electronilor de valență poate determina unele proprietăți chimice ale elementului și determină dacă acesta se poate sau nu combina cu alte elemente. De exemplu, pentru elementele din grupele principale, electronii de valență se află doar în ultimul strat electronic. Metalele tranziționale pot avea electroni de valență într-un strat intern.